# Palirisa cervina
Palirisa cervina är en fjärilsart som beskrevs av Moore 1865. Palirisa cervina ingår i släktet Palirisa och familjen Eupterotidae. Inga underarter finns listade i Catalogue of Life.

## Bildgalleri

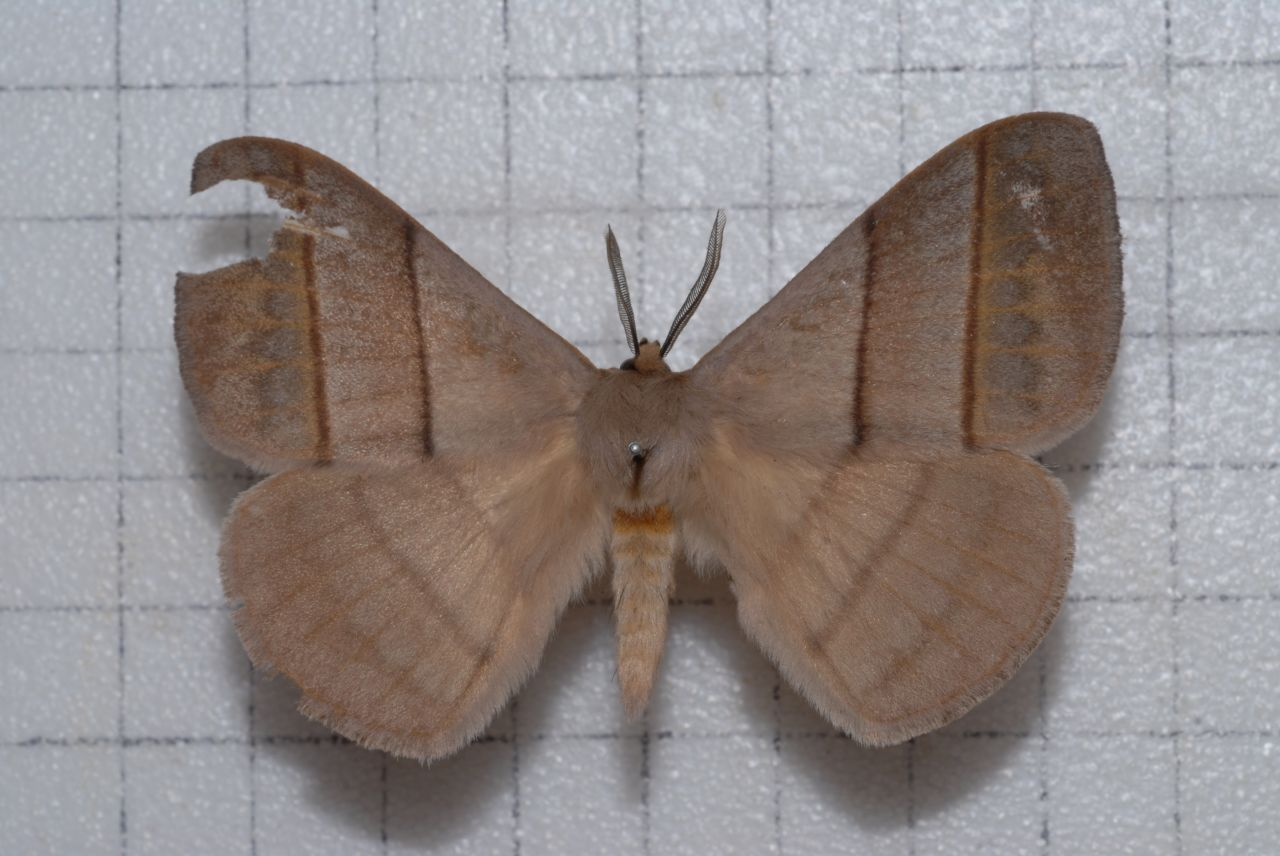
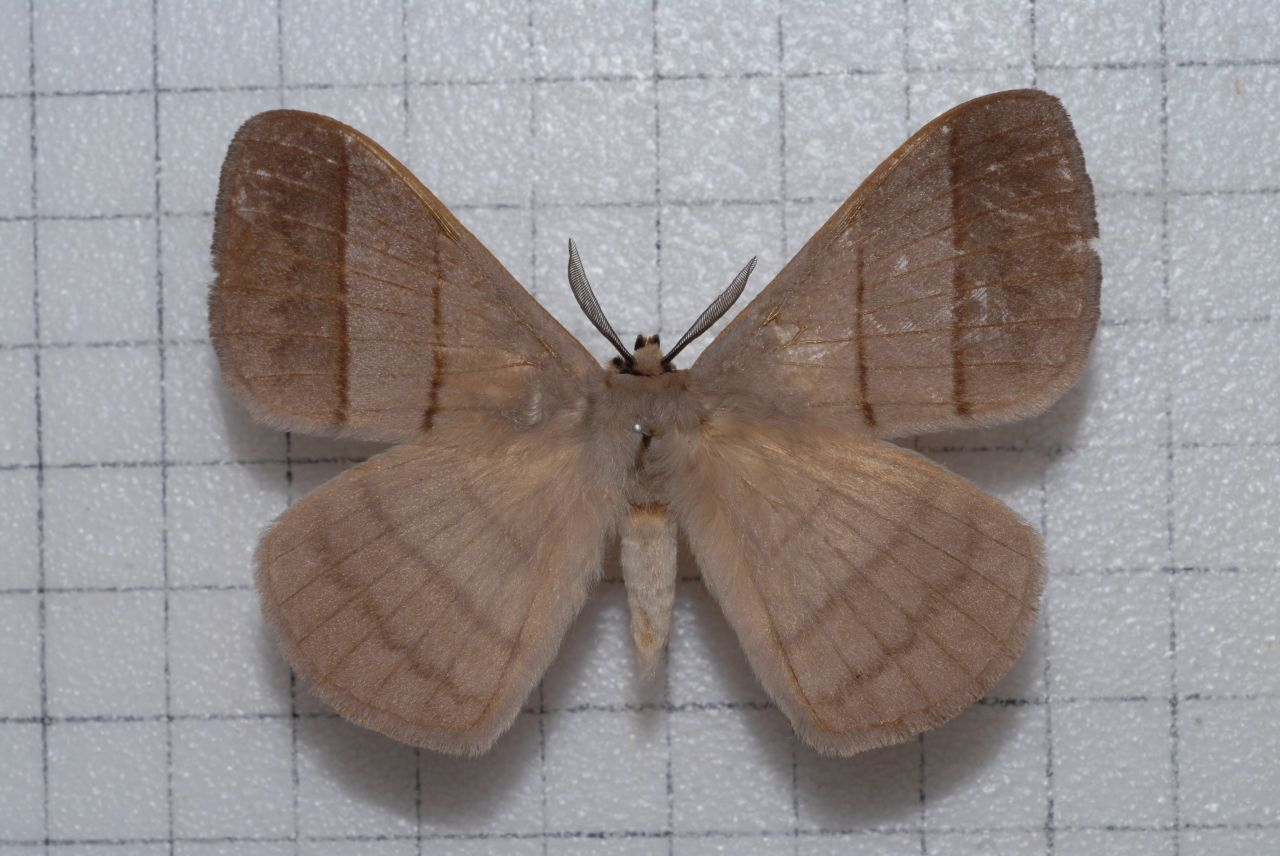